# Steppen-Thymian
Der Steppen-Thymian, Steppen-Quendel oder Pannonischer Thymian (Thymus kosteleckyanus, "Thymus pannonicus") ist eine Pflanzenart aus der Gattung der Thymiane (Thymus) in der Familie der Lippenblütler. Er wurde zu Ehren von Vincenz Franz Kostelecky benannt. 

## Beschreibung
Der Steppen-Thymian ist ein kleiner Strauch, dessen blütentragende Stängel 10 bis 20 (selten bis 30) cm lang werden und aufrecht bis aufsteigend wachsen und an der Basis verholzend und oftmals verzweigt sind. Meist sind sie rundum kurz behaart oder selten nur auf zwei Seiten. Kriechende, nicht-blütentragende Stängel werden nicht gebildet. Die Laubblätter sind meist 10 bis 15 mm lang und 3 bis 5 mm breit. Sie sind nahezu aufsitzend, elliptisch-lanzettlich, spitz, krautig und spärlich drüsig gepunktet. Die Aderung ist nur undeutlich zu erkennen.
Die Blütenstände sind selten verzweigt. Die Tragblätter gleichen den Laubblättern. Der Kelch ist 2,5 bis 3,5 (selten bis 4) mm lang, glockenförmig und meist grünlich bis strohfarben. Die obere Lippe ist länger als die Kelchröhre. Die oberen Zähne sind etwa 1 cm lang, dreieckig bis lanzettlich und bewimpert. Die Krone ist blass pink oder rot.

## Vorkommen und Standorte
Die Art kommt in Zentralmittel- und Ostmitteleuropa und in Osteuropa vor. Im Norden reicht das Verbreitungsgebiet bis an den 57. Breitengrad in Zentralrussland.
In Österreich tritt die Art in den Bundesländern Burgenland, Wien und Niederösterreich nur im Pannonischen Gebiet auf Trockenrasen der collinen Höhenstufe selten auf. Sie gilt als stark gefährdet.

## Systematik
Innerhalb der Gattung der Thymiane (Thymus) wird die Art in die Subsektion Isolepides der Sektion Serpyllum eingeordnet.

## Nachweise